# Senostoma pectinatum
Senostoma pectinatum là một loài ruồi trong họ Tachinidae.